# Live in Heidelberg
Live in Heidelberg is een uitgave in een reeks livealbums van de Britse groep King Crimson. Opnamen van de volgende dag zijn te vinden bij Live in Mainz. Het concert vindt plaats in Konzerthaus Elzerhof.

## Geschiedenis en bezetting
Zie Live in Mainz. De deelnemende musici:
- Robert Fripp- gitaar, mellotron en elektrische piano;
- David Cross – viool, mellotron en elektrische piano;
- John Wetton – basgitaar en zang;
- Bill Bruford – Drums, zang.

De toenmalige schrijver van hun teksten, Richard Palmer-James, bezocht een aantal van hun concerten. In tegenstelling tot hun opnamen van hun Live in Central Park later dat jaar, waren hier vrij veel improvisaties ingelast.

## Composities
1. Improv: Heidelberg I;
2. Dr. Diamond;
3. Exiles;
4. Improv: Heidelberg II;
5. Starless;
6. The Night Watch;
7. Lament;
8. Easy Money;
9. Fracture.

## Trivia
- op deze dag werd het album Starless and Bible Black uitgegeven in het Verenigd Koninkrijk;
- het nummer Starless komt niet van Starless and Bible Black maar van het album Red.

Jaren 60: mei, juni 1969; Marquee Londen · 5 juli 1969; Hyde Park Londen · 21/22 november 1969; San Francisco
Jaren 70: 11 mei 1971; Plymouth · 10 augustus 1971; Marquee Londen · 16 oktober 1971; Brighton · 13 december 1971; Detroit · 26 februari 1972: Jacksonville · 27 februari 1972;Orlando · 12 maart 1972; Denver radio · 13 maart 1972; Denver live · 27 maart 1972; Boston · 13 oktober 1972; Frankfurt am Main · 17 oktober 1972; Bremen · 13 november 1972; Guildford · 15 november 1973; Zürich · 29 maart 1974; Heidelberg · 30 maart 1974; Mainz · 1 april 1974: Kassel · 24 juni 1974, Toronto· 1 juli 1974, New York
Jaren 80: 30 april 1981; Bath · 30 juli 1982; Philadelphia · 2 augustus 1982; New York · 13 augustus 1982; Berkeley · 25 augustus 1982; Cap D’Agde · 29 september 1982; München · 17-30 januari 1983; studiowerk · mei-november 1983
Jaren 90: VROOOM sessies;april/mei 1994; studio · 1 juli 1995; Wiltern · 20-25 november 1995; Broadway · 29 november 1995; Chicago · 26 augustus 1996; 2e maal Philadelphia · mei 1997; Nashville studio · 1-4 december 1997 (P1) · 4 juni 1998; Chicago (P2) · 1 juli 1998; Northampton (P2) · 1 november 1998; San Francisco (P4) · 25 maart 1999; Austin (P3)
Jaren vanaf 2000: 11 juni 2000; Warschau · 9/10 november 2001; Nashville live · 3 maart 2003: Alexandria (P3) · april 2003 · najaar 2003; Japan · 20 juni 2003; Milaan · 16 november 2003; New Haven ·  28 juni 2017; Chicago